# Gele aardkruiper
De gele aardkruiper (Geophilus flavus), ook bekend onder de naam tuinduizendpoot, is een duizendpotensoort uit de familie van de Geophilidae. De wetenschappelijke naam van de soort werd in 1778 voor het eerst geldig gepubliceerd door Charles De Geer.

## Beschrijving
Het lichaam is zeer dun en langwerpig van vorm, de kleur is bleekgeel, de voorzijde van de kop en de antennes zijn meer oranje gekleurd, de lengte is ongeveer 20 tot 40 millimeter. De soort lijkt sterk op de grote aardkruiper (Haplophilus subterraneus), maar deze soort wordt veel langer tot 7 centimeter en heeft ook meer poten, 77 tot 83 paar. De gele aardkruiper heeft 'slechts' 49 tot 57 paar poten en heeft een relatief dikker lichaam. Beide soorten hebben als ze worden geboren reeds alle poten en segmenten, en krijgen er niet per vervelling eentje bij, zoals de gewone steenloper (Lithobius forficatus).

## Algemeen
De soort jaagt in rottend materiaal op kleine prooien als insecten, spinnen en pissebedden. Omdat de soort zoals alle duizendpoten gevoelig is voor uitdroging, wordt alleen 's nachts gejaagd en houdt de duizendpoot zich overdag schuil onder objecten als stenen en houtblokken of graaft tot 40 centimeter lange holletjes in de bodem. De duizendpoot heeft een voorkeur voor meer humusrijk bodemmateriaal, zodat er beter gegraven kan worden. Als het vrouwtje de eitjes heeft afgezet in een holletje onder de grond, kronkelt ze zich om haar broedsel heen en bewaakt het tot de eitjes uitkomen. Bij verstoring rolt de soort zich op met de buikzijde en de pootjes naar buiten. De gele aardkruiper is wijdverspreid in heel Europa en is geïntroduceerd in Noord-Amerika en in Australië.

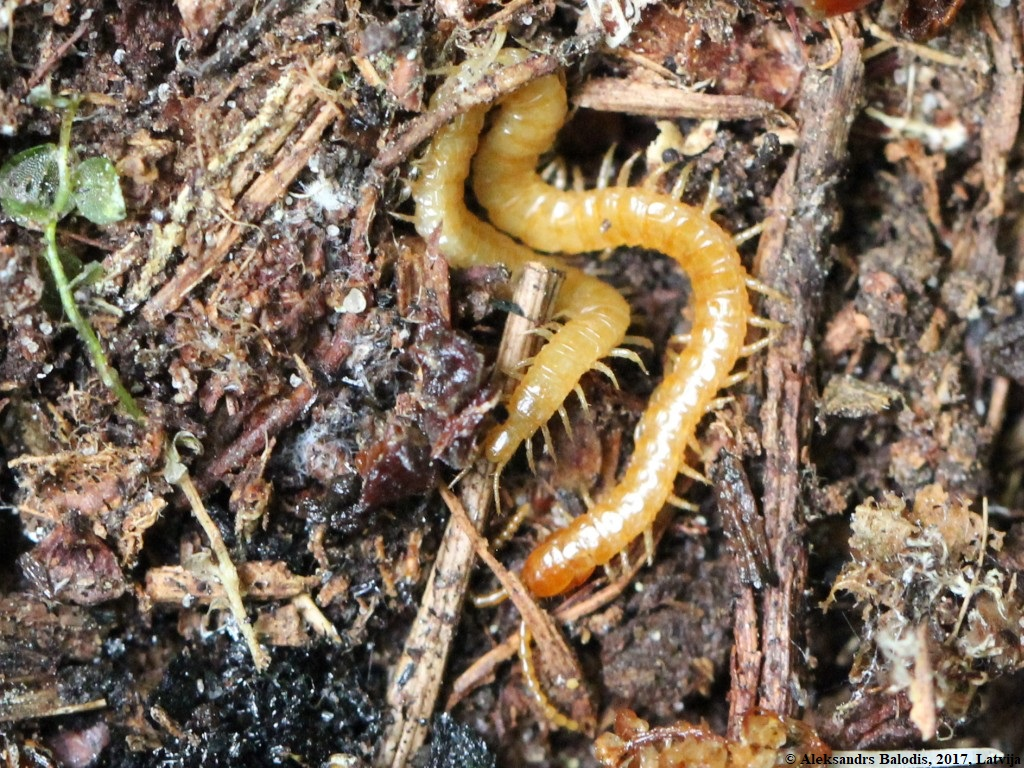
Geophilus flavus